# Київська духовна академія в іменах: 1819-1924 (енциклопедія)

Київська духовна академія в іменах — 1819—1924 (енциклопедія).

Енциклопедія Київська духовна академія в іменах: 1819—1924 — українська енциклопедія, стосується Київської духовної академії.
Енциклопедія містить: ексклюзивний нарис історії КДА; 648 біографічних статей і 8 додатків із анотованими переліками канонізованих діячів, митрополитів Київських — патронів КДА, ректорів і викладачів, списками випускників КДА тощо. Енциклопедія узагальнює перший досвід сучасної наукової реконструкції та аналізу діяльності Київської духовної академії крізь призму вивчення життя і творчості її видатних викладачів та вихованців. Видання здійснене на підставі вивчення величезного масиву архівних і друкованих джерел із архівів та бібліотек України, Росії, Сербії, Польщі, Чехії, Болгарії та ін. і присвячено 400-річчю Києво-Могилянської академії, спадкоємицею якої протягом ХІХ — початку ХХ ст. була Київська духовна академія.

## Видання
- Київська духовна академія (1819—1924) в іменах: енциклопедія: в 2 т. / упоряд. і наук. ред. М. Л. Ткачук; відп. ред. В. С. Брюховецький. — Т. 1. А–К. — К.: Видавничий дім «КМ-Академія», 2015. — 740 с., іл.; Т. 2. Л–Я. — К.: Видавничий дім «КМ-Академія», 2016. — 1004 с., іл.

## Інтернет-ресурси
- Презентація Енциклопедії «Київська Духовна Академія в іменах» [Архівовано 13 Травня 2017 у Wayback Machine.]
- Унікальне двотомне видання [Архівовано 11 Травня 2017 у Wayback Machine.]
- ВИЙШЛА ДРУКОМ ЕНЦИКЛОПЕДІЯ КИЇВСЬКА ДУХОВНА АКАДЕМІЯ В ІМЕНАХ: 1819—1924. [Архівовано 10 Березня 2017 у Wayback Machine.]
- Київська духовна академія: віднайти загублену ланку. Роман ГРИВІНСЬКИЙ, фото Артема СЛІПАЧУКА, «День» [Архівовано 28 Грудня 2019 у Wayback Machine.]
- Випускники Києво-Могилянської академії творили школи у безшкільній Росії, — Брюховецький. Громадське радіо.
- Maryna Tkachuk. Енциклопедичний проект «Київська духовна академія в іменах (1819‒1924)»: від задуму до результатів // Шлях у чотири століття. Матеріали Міжнародної наукової конференції «Ad fontes ‒ до джерел» до 400-ї річниці заснування Києво-Могилянської академії. — К. : НаУКМА, 2016. — С. 142—155. [Архівовано 28 Грудня 2019 у Wayback Machine.]
- [Архівовано 12 Листопада 2019 у Wayback Machine.] Менжулін В. І. У пошуках біографічної поліфонії [Рецензія на: Київська духовна академія (1819—1924) в іменах: енциклопедія: в 2 т. / упоряд. і наук. ред. М. Л. Ткачук; відп. ред. В. С. Брюховецький. — Т. 1. А–К. — К.: Видавничий дім «КМ-Академія», 2015. — 740 с., іл.; Т. 2. Л–Я. — К.: Видавничий дім «КМ-Академія», 2016. — 1004 с., іл.] // Дзеркало тижня Україна. — 2017 (10 червня). — №22 (318). — С. 15.